# شونبرون یم شتایگروالد
شونبرون یم شتایگروالد (به آلمانی: Schönbrunn im Steigerwald) یک شهر در آلمان است که در بامبرگ واقع شده‌است. شونبرون یم شتایگروالد ۱٬۹۰۴ نفر جمعیت دارد.